# بنجامين بولك
بنجامين بولك (بالإنجليزية: Benjamin Polk)‏ هو مهندس معماري أمريكي، ولد في 18 مايو 1916، وتوفي في 23 أبريل 2001.